# فرانک ریچاردسن
فرانک ریچاردسن (انگلیسی: Frank Richardson؛ ۶ سپتامبر ۱۸۹۸ – ۳۰ ژانویه ۱۹۶۲) کارگردان فیلم و فیلم‌نامه‌نویس اهل ایالات متحده آمریکا بود.
از فیلم‌هایی که وی در آن‌ها نقش داشته است، می‌توان به خیال مرا از سر بیرون کن اشاره نمود.